# BCM Europearms TMR
BCM Europearms modello T.M.R.,  è un fucile di precisione /competizione lunga distanza. La sigla TMR significa Tactical Medium Rifle. Il TMR utilizza un'azione in acciaio inossidabile 17/4 ph, la calciatura è sintetica integrale o folding A.I.C.S. (Accuracy International Chassis System).
È dotato di caricatore a 5 o 10 colpi, scatto regolabile Jewell BR o HVRS, monta canne Super - Match Grade a scelta tra Pac Nor,  Border o Broughton. Il pad della calciatura è regolabile. Essendo un fucile tattico monta un monopiede Accu-Shot, un bipiede A.I.C.S. e slitta NVD Badger Ordnance per inserire l'ottica.
Viene prodotto in calibro .223 Remington, 6,5x47 Lapua, .308 Winchester, 7mm Remington Magnum, .300 Winchester Magnum, .300 Remington Ultra Magnum (R.U.M.), .338 Lapua Magnum.

## Galleria d'immagini

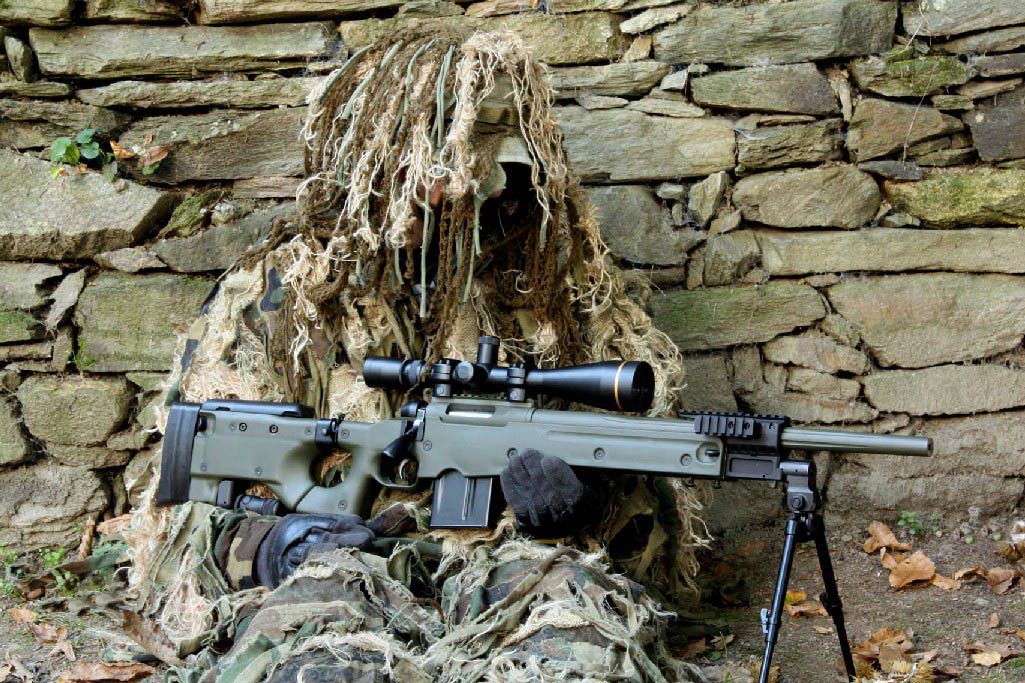
BCM Europearms TMR ambientato
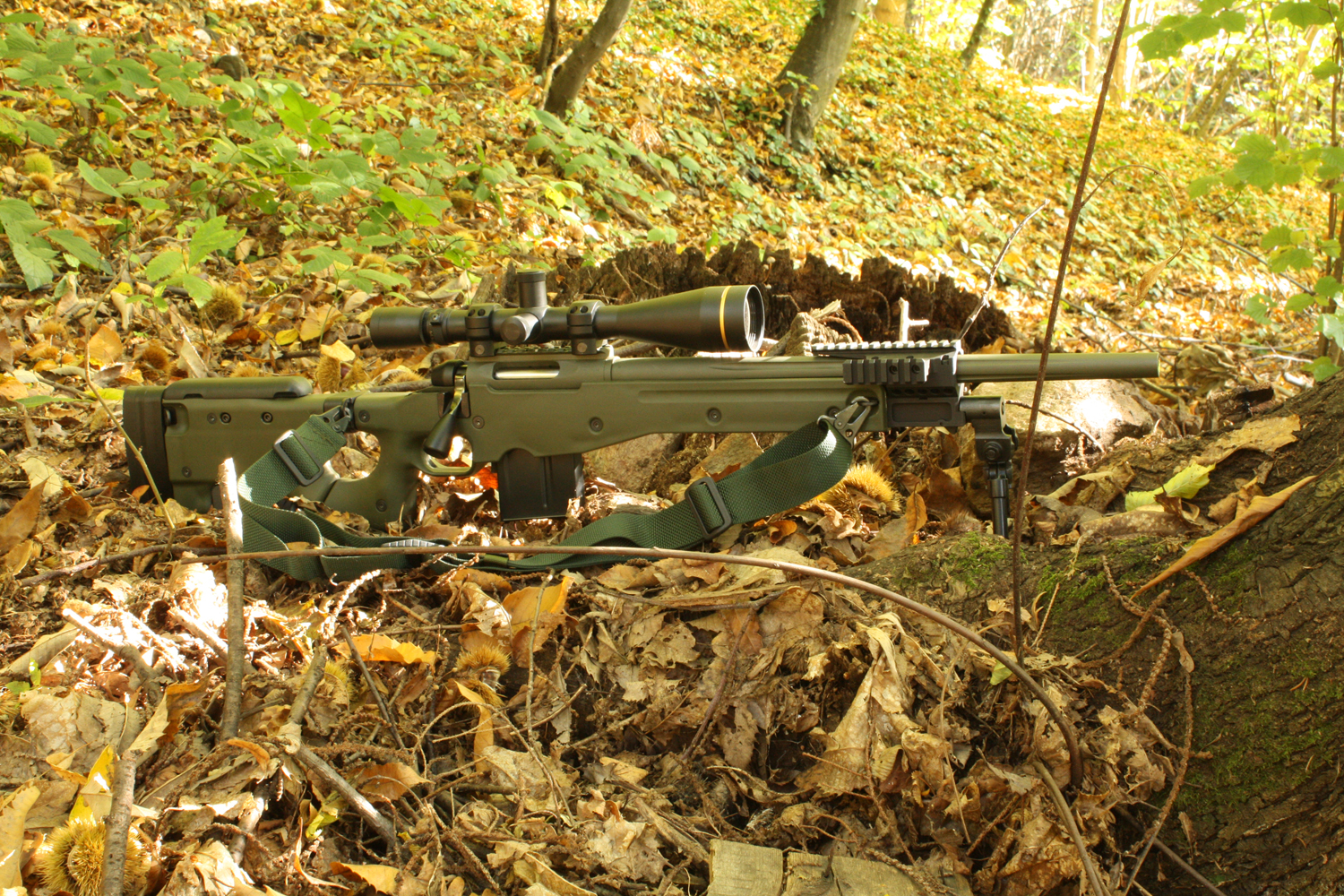
BCM Europearms TMR ambientato
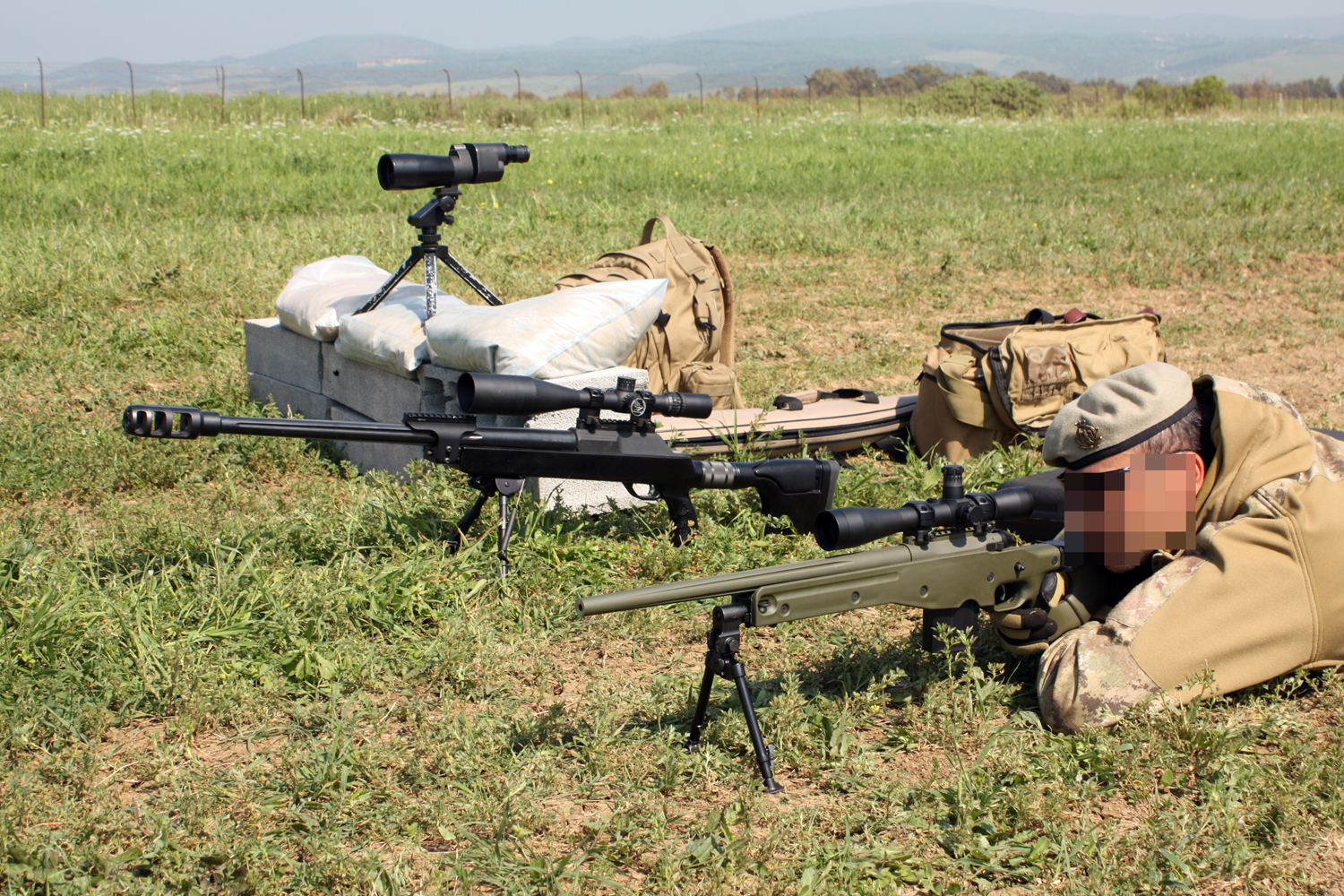
Il TMR durante un test militare, sullo sfondo l'Extreme STD sempre della BCM Europearms
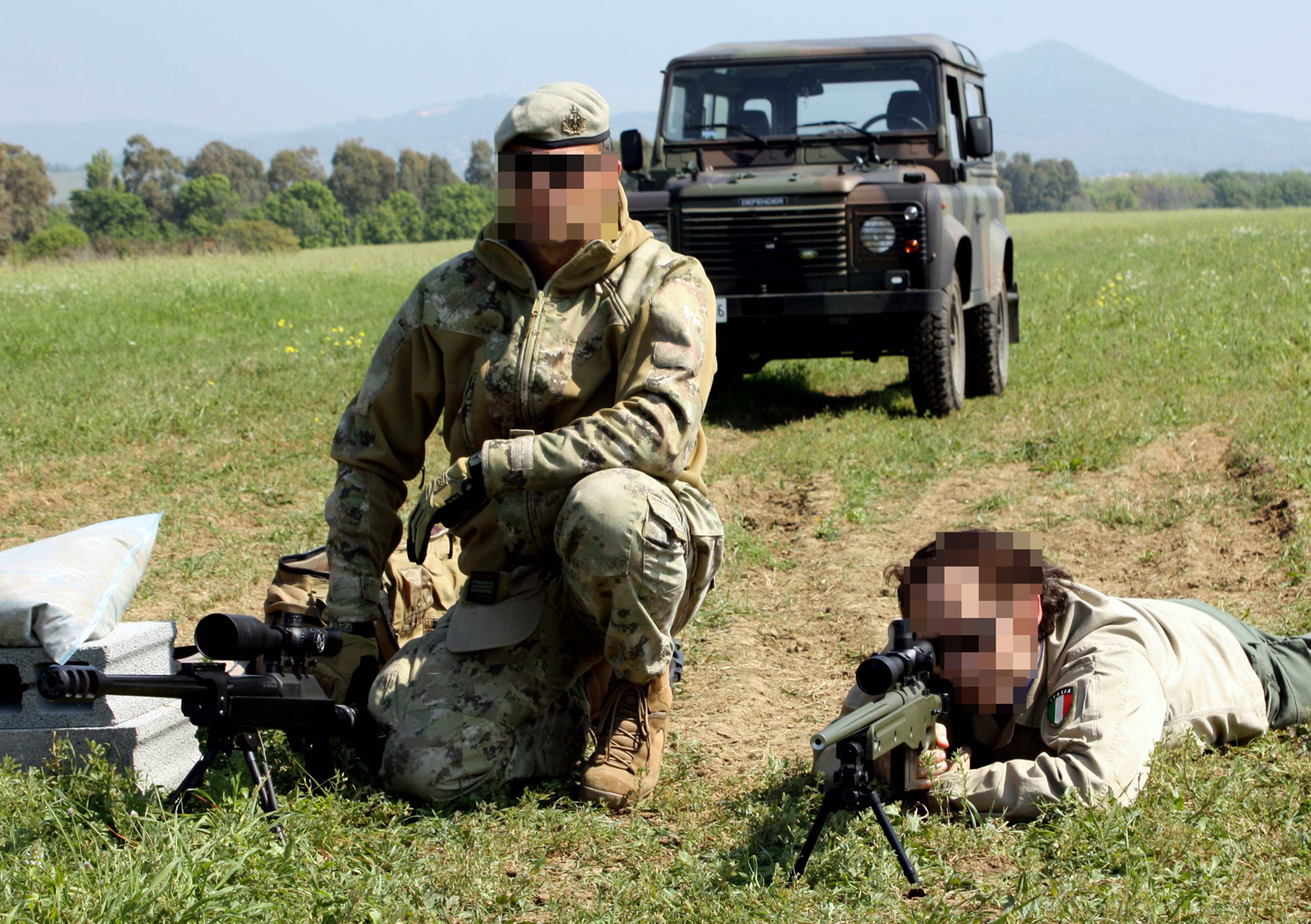
Il TMR durante un test militare